# Scandinavie
Ne doit pas être confondu avec Pays nordiques ou Péninsule scandinave.
 (septembre 2016).
 (septembre 2016).
Si vous disposez d'ouvrages ou d'articles de référence ou si vous connaissez des sites web de qualité traitant du thème abordé ici, merci de compléter l'article en donnant les références utiles à sa vérifiabilité et en les liant à la section « Notes et références ».

Les trois monarchies scandinaves.
Les autres pays du Conseil nordique.

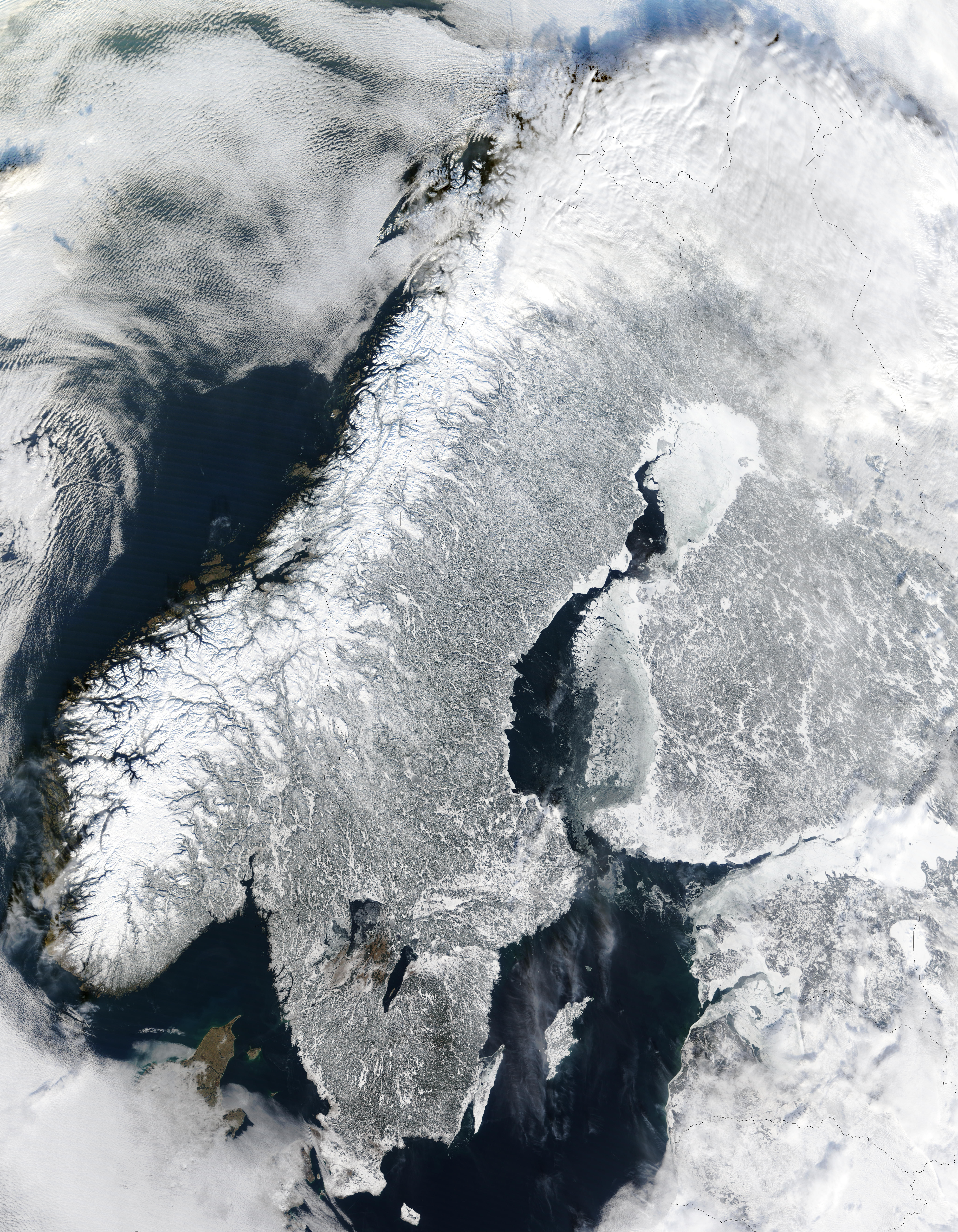
Scandinavie en hiver depuis l'espace.

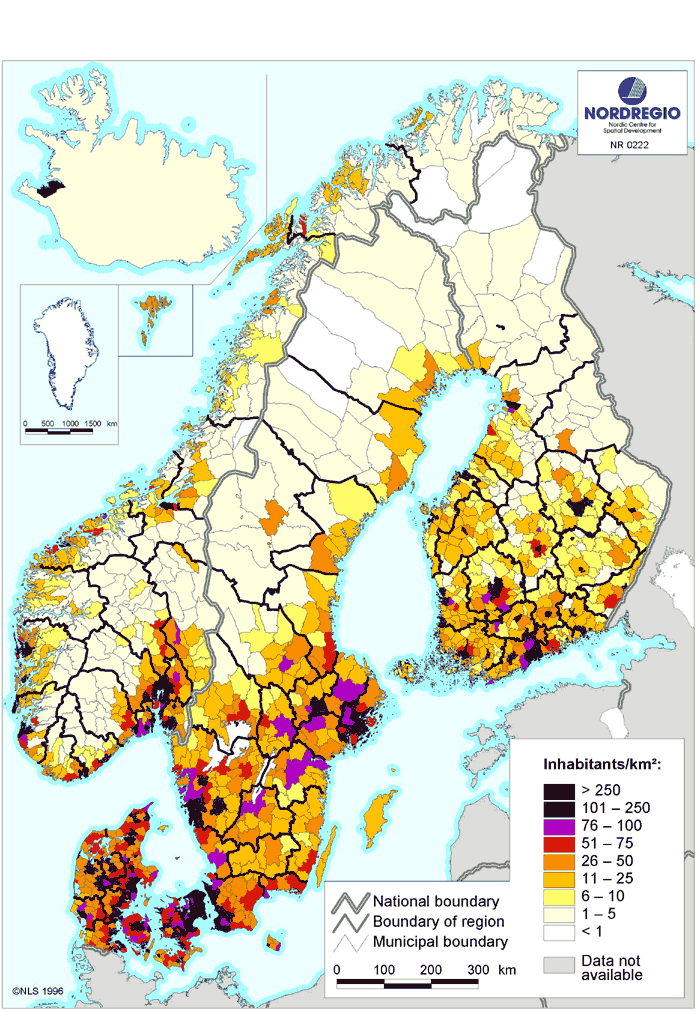
Densité de la population.

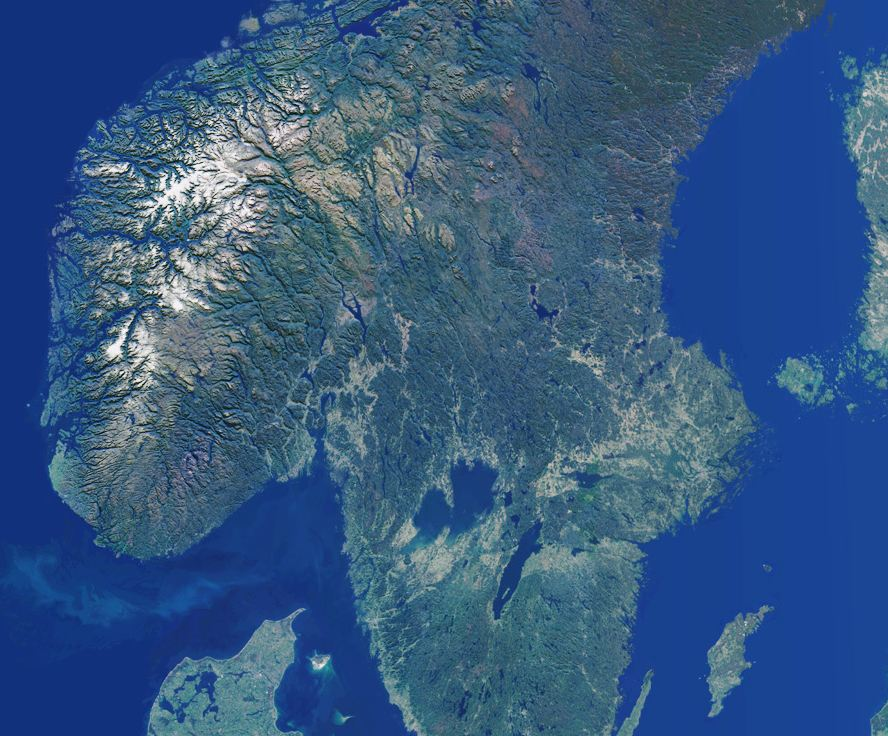
Scandinavie.

La Scandinavie (en danois : Skandinavien ; en norvégien : Skandinavia ; en suédois : Skandinavien) est une région historique et culturelle d'Europe du Nord constituée de trois monarchies constitutionnelles : le Danemark, la Norvège et la Suède. Le terme de « Scandinavie » est souvent improprement utilisé pour désigner l'ensemble des pays nordiques, c'est-à-dire en ajoutant aux États précédents l'Åland, la Finlande, l'Islande, les îles Féroé, voire le Groenland ou encore l'Estonie. Ses habitants sont appelés les Scandinaves.
La Scandinavie doit être dissociée des deux entités géographiques que sont la Fennoscandie et la péninsule Scandinave.
En raison des vagues successives de glaciation qui l'ont frappée, la Scandinavie a été plusieurs fois dépeuplée et dépourvue de faune et flore terrestres.

## Définition

### Sens strict
On inclut en général par le terme « Scandinavie » : la Norvège, la Suède et le Danemark ; cet ensemble est assez homogène ethniquement et linguistiquement, hormis les Samis et les Finnois. Ces trois pays ont également une longue histoire commune, souvent réduite à tort à la période viking du VIIIe siècle au XIe siècle, puisqu'ils ont été souvent réunis sous la même couronne (notamment dans le cadre de l'union de Kalmar).
Depuis les années 1850, la Scandinavie incluait, politiquement et culturellement, le Danemark, la Norvège et la Suède. Géographiquement, la péninsule Scandinave inclut la Norvège (hormis le comté de Troms et le Finnmark) et la Suède, alors que la péninsule du Jutland inclut le Danemark et une petite région de l'Allemagne (le Danemark n'a plus aucun territoire sur la péninsule Scandinave depuis le début du XIXe siècle).
Le Danemark, la Norvège et la Suède sont vus comme région politique et culturelle unie pendant la montée des mouvements nationalistes dans ces pays au milieu du XIXe siècle dans le cadre du scandinavisme. Avant le milieu du XIXe siècle, la limite a couvert une plus grande région de l'Europe nordique comprenant les régions adjacentes de l'Allemagne et de la Russie encadrant la Finlande et l'Estonie. Cette dernière, par sa proximité linguistique avec la Finlande, se revendique autant nordique que balte.
Aujourd'hui, les similitudes linguistiques autant qu'historiques et culturelles permettent d'unir la Scandinavie. Ces similitudes ont en outre persisté après l'hostilité des politiques de ces pays pendant les deux guerres mondiales et la guerre froide, et les positions différentes sur l'adhésion aux organismes internationaux (par exemple l'OTAN et l'Union européenne).

### Autres définitions
Au sens large, on y inclut parfois la Finlande, longtemps sous domination suédoise et dont la minorité suédophone réside dans les centres urbains, et l'Islande, longtemps gouvernée par le Danemark et de peuplement originellement norvégien, ainsi que les îles Féroé, région autonome du Danemark et au sens maximal, le Svalbard et le Groenland car dépendant respectivement de la Norvège et du Danemark[réf. souhaitée]. Dans l'utilisation actuelle, le terme Scandinavie est souvent employé par erreur comme synonyme de « pays nordiques », qui désigne le Danemark, la Norvège, la Suède, la Finlande et l'Islande, tous pays membres du Conseil nordique.
Toutefois, alors que l'inclusion de l'Islande et des territoires dépendant du Danemark peut se défendre (leur peuplement et leur langue découlent du Danemark et du danois), celle de la Finlande est incorrecte sur le plan linguistique et géographique. En effet, la langue finnoise n'a aucun rapport avec les langues scandinaves (le finnois n'appartient pas à l'ensemble indo-européen et est apparenté à l'Estonien), et la Finlande forme un ensemble géographique distinct de la péninsule Scandinave. On préfèrera alors le terme de Fennoscandie.

### Étymologie
Mentionné pour la première fois sous le nom Scadinavia par Pline l'Ancien au Ier siècle dans Histoire naturelle, on le retrouve par la suite sous le nom de Scandiae par Claude Ptolémée.
Trois hypothèses d'origine expliquent le nom « Scandinavie » :
- Le germanique Skathin (ou Skadan) signifiant « danger » et d'Awjo signifiant « île ». Il peut se référer aux dangereux bancs autour de Skanör-Falsterbo (en) au sud de Malmö en Suède. Le terme apparaît dans des textes romains et dans l'Histoire des Goths de Jordanès comme Scandz(i)a[2]. Au VIIIe siècle, Paul Diacre utilise dans son Histoire des Lombards le terme Scandinavia[3] pour désigner la péninsule Scandinave.
- Un dérivé depuis le nom de la province historique de Skåne (Scanie dans la partie la plus au sud de la péninsule Scandinave, en Suède).
- Un dérivé de Skadi, nom scandinave de la déesse-géante du froid, de la chasse et de l'hiver.

## Géographie
La Scandinavie comprend toute la péninsule Scandinave, le Jutland et l'ensemble des îles de la région, à l'exception de la province insulaire d'Åland. Une petite partie de la péninsule du Jutland appartient à l'Allemagne, cette fraction n'est par conséquent pas comprise dans la Scandinavie.
Elle s'étend du 55e parallèle nord au 70e parallèle nord.
Le territoire est principalement couvert de forêts, de glace et de neige. La Norvège offre quelques possibilités d'agriculture, en particulier dans le fjord d'Oslo et de Trondheim. Cependant les terres arables ne représentent que 3% du pays.

### Climat
La Scandinavie se caractérise par un climat allant d'un climat océanique tempéré au Danemark (Cfb selon la classification de Köppen) à un climat de toundra (ET) dans la chaîne scandinave (et en Islande), en passant par des climats continentaux (Dfb) et subarctiques (Dfc).

### Géologie
La partie méridionale est caractérisée par des plaines et des vallées tandis que le paysage danois est particulièrement plat. Les paysages norvégiens sont très escarpés, caractérisés par des fjords ainsi que les alpes scandinaves qui s'étendent sur 1 800 km et comportent plusieurs sommets de plus de 2 000 m d'altitude comme le Galdhøpiggen et le Kebnekaise. Des gisements de minerai de fer se trouvent au centre de la Norvège et de la Suède et sont exploités depuis longtemps comme dans les mines de Bergslagen. La région des lacs en Suède, la Scanie, le fjord d'Oslo, les îles Öland et Gotland, ainsi que l'est du Danemark bénéficient d'une roche plus poreuse qui rend le sol plus fertile.

### Biodiversité
La biodiversité de la Scandinavie répond essentiellement aux variations climatiques. Au sud de la Scandinavie se trouvent des arbres caducs (hêtres, ormes, chênes, frênes) et des cerfs. En remontant, la proportion de forêts de conifères augmente ainsi que celle des ours, des loups, des élans et des rennes. Le cœur de la Norvège et de la Suède est couvert de forêt.
Les pays scandinaves bénéficient d'une nature sauvage et d'une faune exceptionnellement bien conservées pour l'Europe, ainsi que de paysages peu anthropisés[réf. nécessaire]. La forêt y est cependant de plus en plus artificialisée et intensivement exploitée pour répondre aux demandes en bois et pâte à papier du pays et des autres pays[réf. nécessaire].
La zone a été touchée, deux fois, par le nuage de Tchernobyl et par des rejets radioactifs venant de l'est.
La mer Baltique, semi-fermée est très polluée, avec plusieurs zones mortes, probablement en raison de l'eutrophisation, de la pollution générale et localement de graves pollutions liées aux munitions immergées après les deux guerres mondiales. Cela représente 40 000 tonnes de munitions, dont 15 000 tonnes d'agents de guerre chimique selon la commission Helcom.

## Politique

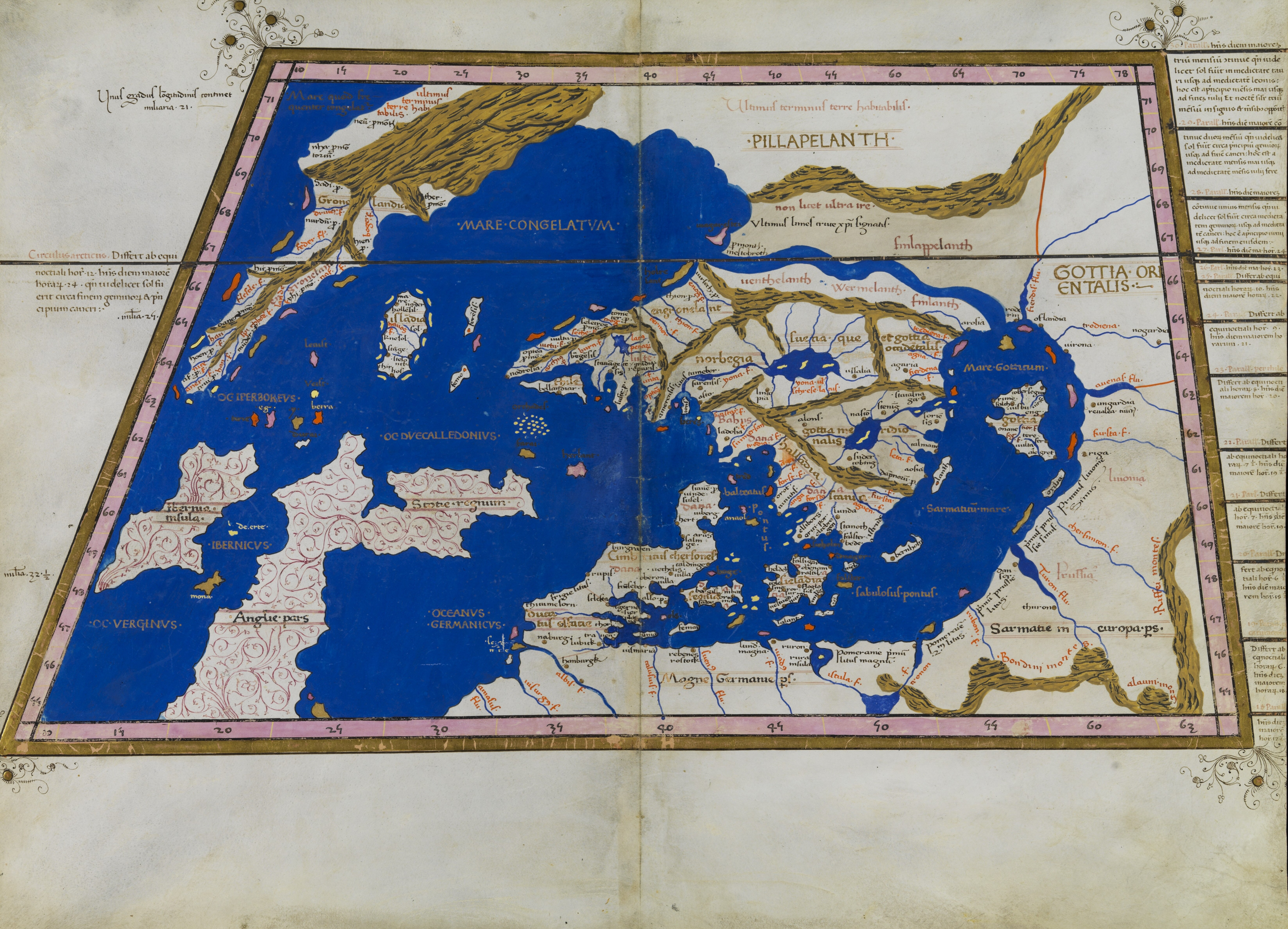
La Scandinavie et la « mer gelée » telles que représentées par la carte de Ptolémée (Codex de 1467). Noter la représentation d'éléments rocheux (le Groenland a pour partie fondu à l'époque de Charlemagne et des Vikings lors d'un épisode de réchauffement et de montée du niveau marin, durant lequel certains sols étaient pour partie végétalisés).

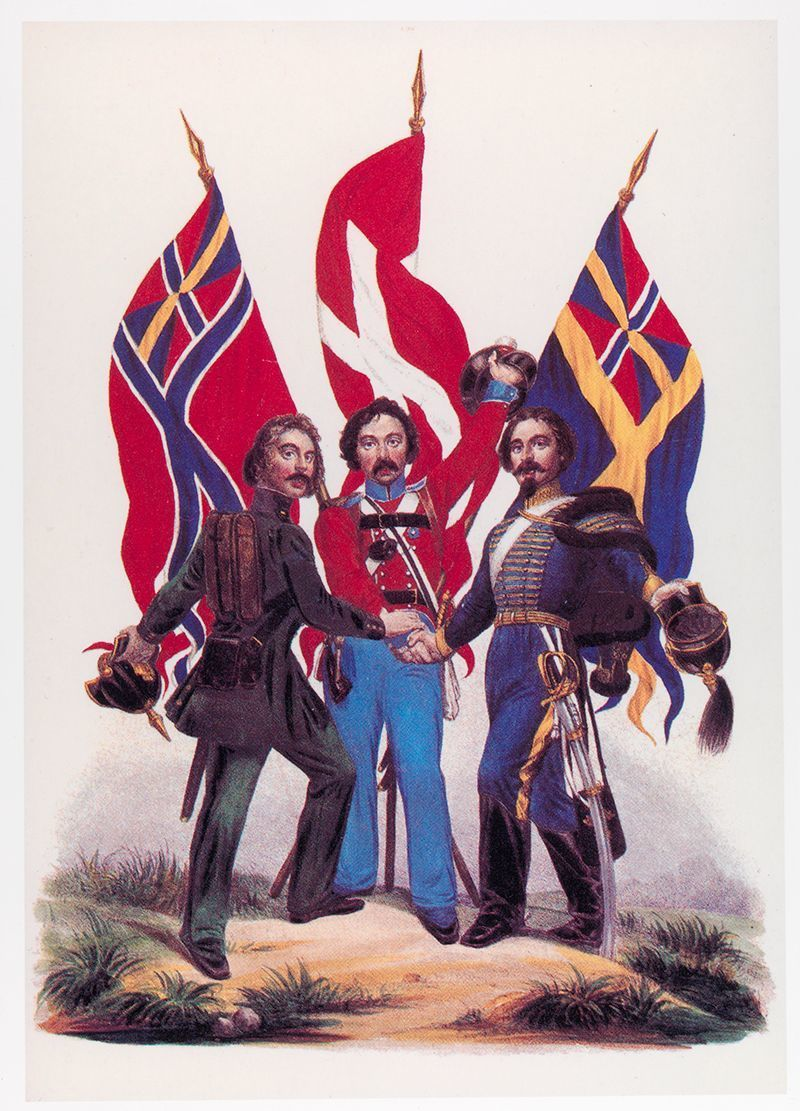
Visions nationalistes durant le XIXe siècle.

L'utilisation moderne du terme Scandinavie provient du Mouvement politique de Scandinavie, qui était en activité au milieu du XIXe siècle, principalement entre la première guerre de Schleswig (Slesvig) (1848-1850), dans laquelle la Suède-Norvège a montré sa considérable force militaire et la seconde guerre du Schleswig (1864) où le Parlement de la Suède a rejeté les promesses du roi d'apporter un appui militaire.
Le roi a proposé l'unification du Danemark, de la Norvège et de la Suède en « Royaume-Uni ». Ceci après les évènements tumultueux pendant les guerres napoléoniennes qui menèrent à la division de la Suède (la partie orientale devenant le grand-duché de Finlande en 1809) et du Danemark. La Finlande devenant une partie de l'Empire russe signifiait alors qu'elle devrait être laissée hors de toute tentative d'union politique entre pays nordiques.
La Scandinavie géographique incluait la Norvège, la Suède et des régions de Finlande, mais la Scandinavie politique intégrait également le Danemark. Politiquement la Suède et la Norvège ont été unies dans une union sous un monarque et la Finlande a constitué une partie de la Suède. Le Danemark comportait également les territoires d'Islande, des Îles Féroé et le Groenland dans l'océan Atlantique (qui cependant historiquement avait appartenu à la Norvège, mais involontairement resté avec le Danemark selon le traité de Kiel).
La fin du mouvement politique scandinave est arrivée lorsque le Danemark a refusé son appui militaire à la Suède-Norvège pour l'annexion du duché de Schleswig. La seconde guerre du Schleswig suivit en 1864. Ce fut une brève mais désastreuse guerre entre le Danemark et la Prusse (soutenue par l'Autriche). Le Schleswig-Holstein a été conquis par la Prusse, et après le succès de la Prusse dans la guerre franco-allemande de 1870, un Empire allemand a été créé et un nouvel équilibre autour de la mer Baltique fut établi.
Même si une union politique scandinave n'est jamais apparue, il y eut une Union monétaire scandinave avec la couronne comme devise commune qui dura de 1873 au début de la Première Guerre mondiale.
Après la Première Guerre mondiale, la coopération scandinave reprit avec la participation de la Finlande nouvellement indépendante et, depuis 1944, l'Islande. En 1952, les pays nordiques s'associèrent au sein du Conseil nordique.

## Culture

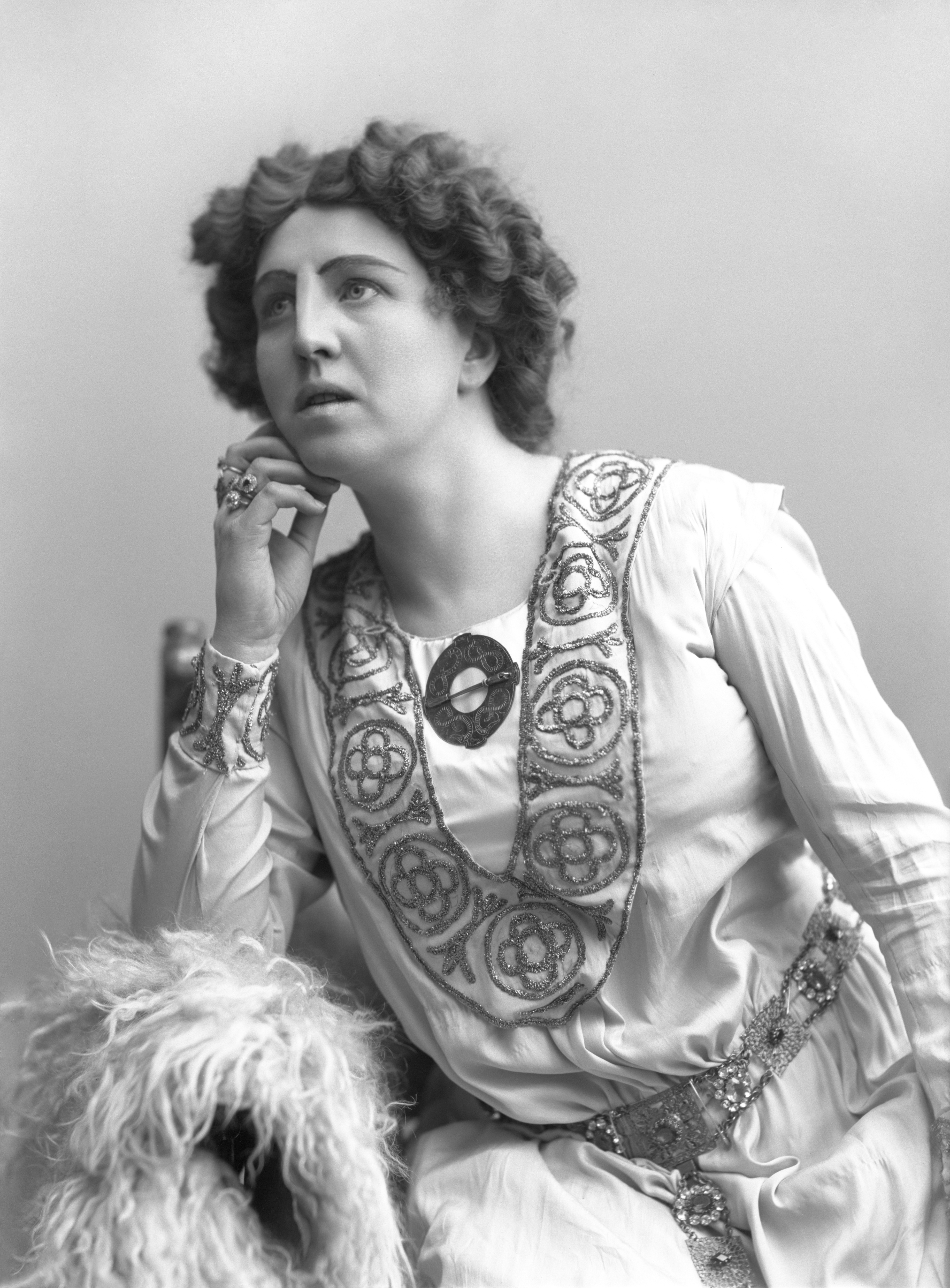
Magna Lykseth-Skogman, représentante de la culture scandinave, chanteuse d'opéra née norvégienne puis choisissant la nationalité suédoise. À l'époque de la photographie elle présentait Tristan und Isolde à l'Opéra royal de Stockholm. 1909.

### Langue
La plupart des langues scandinaves (danois au Danemark, suédois en Suède et en Finlande, et norvégien en Norvège) sont mutuellement intelligibles. Les Scandinaves peuvent facilement comprendre les langues de chacun de leurs voisins car elles apparaissent quotidiennement dans la presse et sont entendues à la radio et à la télévision. Le danois, le suédois et le norvégien sont traditionnellement vus en tant que des langues différentes alors qu'elles sont plutôt des dialectes d'une langue commune. Cette langue est liée aux autres langues germaniques du nord, l'islandais et le féroïen qui descendent du vieux norrois. Depuis le Moyen Âge, le danois, le suédois et le norvégien ont été influencés à des degrés divers par l'allemand. Une quantité substantielle de cette influence provient de l'activité économique gérée par les hanses germanophones.
Les Norvégiens, qui ont deux formes d'écriture parallèles et une forte présence de dialectes locaux, sont accoutumés à des variations et peuvent percevoir le danois et le suédois comme des dialectes légèrement plus éloignés.
Les langues scandinaves sont, en tant que famille de langues, entièrement indépendantes du finnois, des langues sames et de l'estonien, qui comme langues finno-ougriennes sont liées au hongrois. Cependant, il y a toujours eu beaucoup d'emprunts à la langue suédoise par ces langues.

### Filmographie
- [vidéo][Documentaire] « Scandinavie l'appel du nord », réalisé par Laurent Joffrion pour Bonne Pioche sur France 2, 12 octobre 2014, 55 min.Le Nord scandinave des parcs nationaux, arpenté par un photographe animalier avec arrêt sur chouette épervière, élans, renards, bœufs musqués, rennes sauvages en migration…[vidéo] Bande annonce sur Vimeo